# De quoi faire battre ton cœur
Albums de Clarika
De quoi faire battre mon cœur
(2016) A la lisière
(2019)
De quoi faire battre ton cœur est son premier album enregistré en public. Il est paru en 2019.
Cette captation en public a été réalisée au Cheval Blanc de Schiltigheim le 31 mars 2017 lors de la tournée a fait suite à la sortie en 2016 de l'album De quoi faire battre mon cœur. Ce premier album public était très attendu au vu de l'importance de la scène pour Clarika. 
Les 14 morceaux présents sont extraits des 4 derniers albums à l'exception de « Les garçons dans les vestiaires » qui figurait sur « La fille, tu sais ». A noter une reprise de My sweet Lord, chanson de George Harrison.

## Liste des morceaux
| 1.      | Je suis mille                   | 04:58 |
| 2.      | La vie sans toi                 | 05:42 |
| 3.      | Les garçons dans les vestiaires | 07:59 |
| 4.      | Non ça s'peut pas               | 05:19 |
| 5.      | Bien mérité                     | 05:32 |
| 6.      | La cible                        | 04:17 |
| 7.      | Je ne te dirai pas              | 03:42 |
| 8.      | Lâche-moi                       | 03:50 |
| 9.      | Le choix                        | 06:14 |
| 10.     | Il s'en est fallu de peu        | 03:11 |
| 11.     | My Sweet Lord                   | 05:32 |
| 12.     | Moi en mieux                    | 06:48 |
| 13.     | On a fait                       | 05:33 |
| 14.     | Les beaux jours                 | 03:16 |
| 1:12:00 |                                 |       |